# Estlandssvenska ortnamn

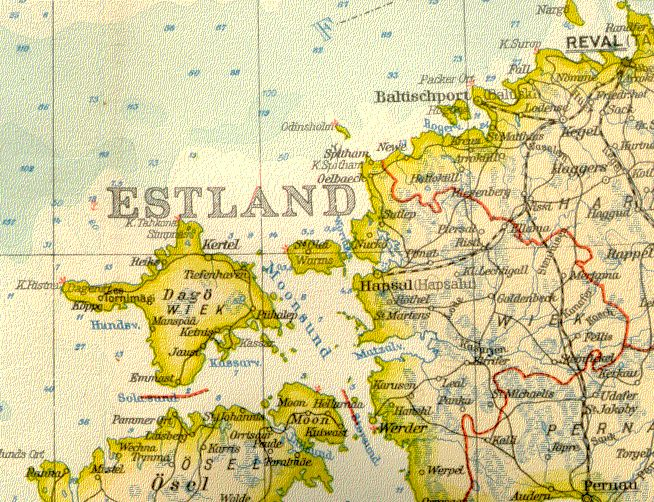
Äldre karta över västra Estland med svenska och tyska ortnamn

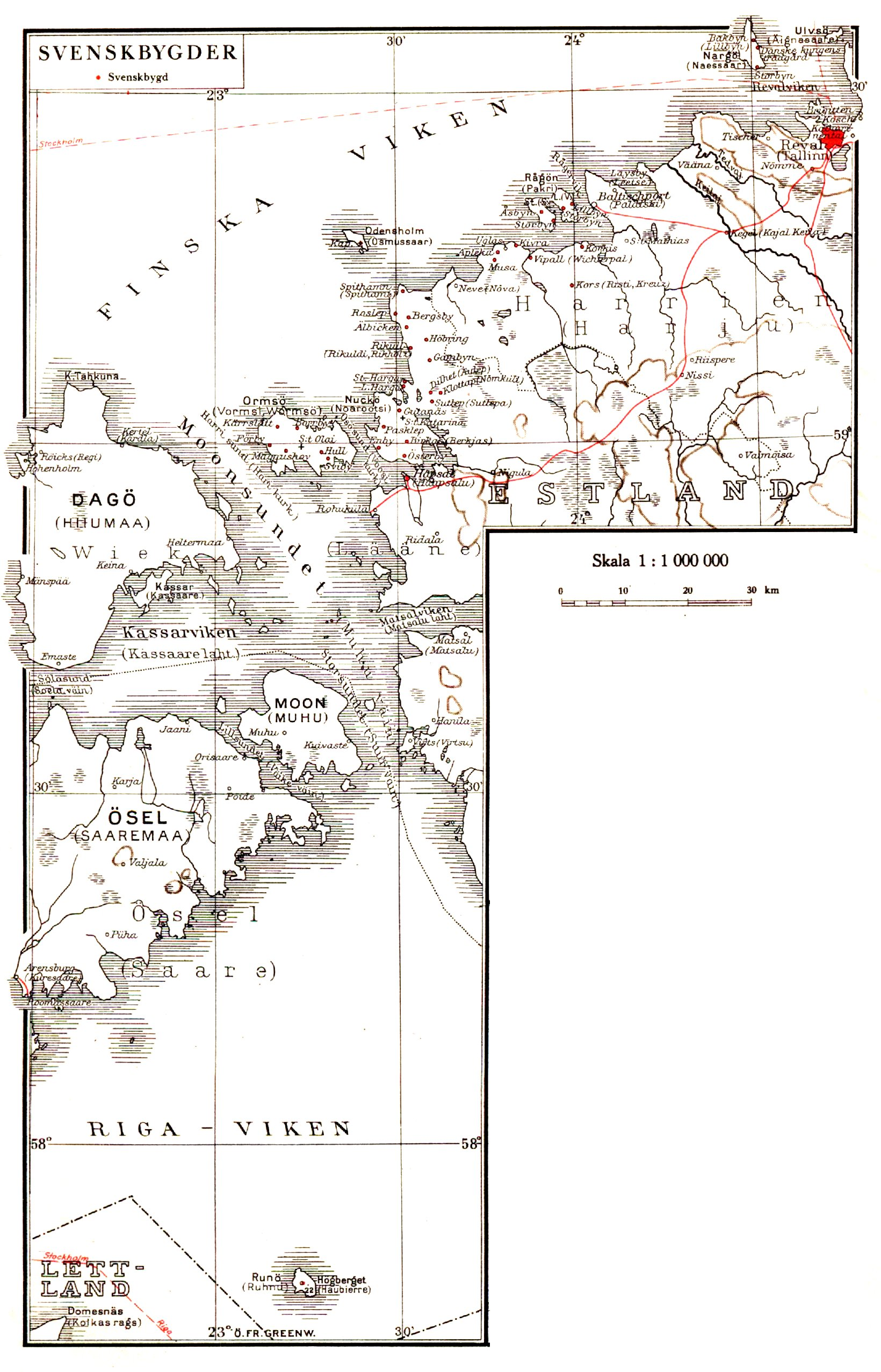
Kusttrakterna som beboddes av estlandssvenskar.

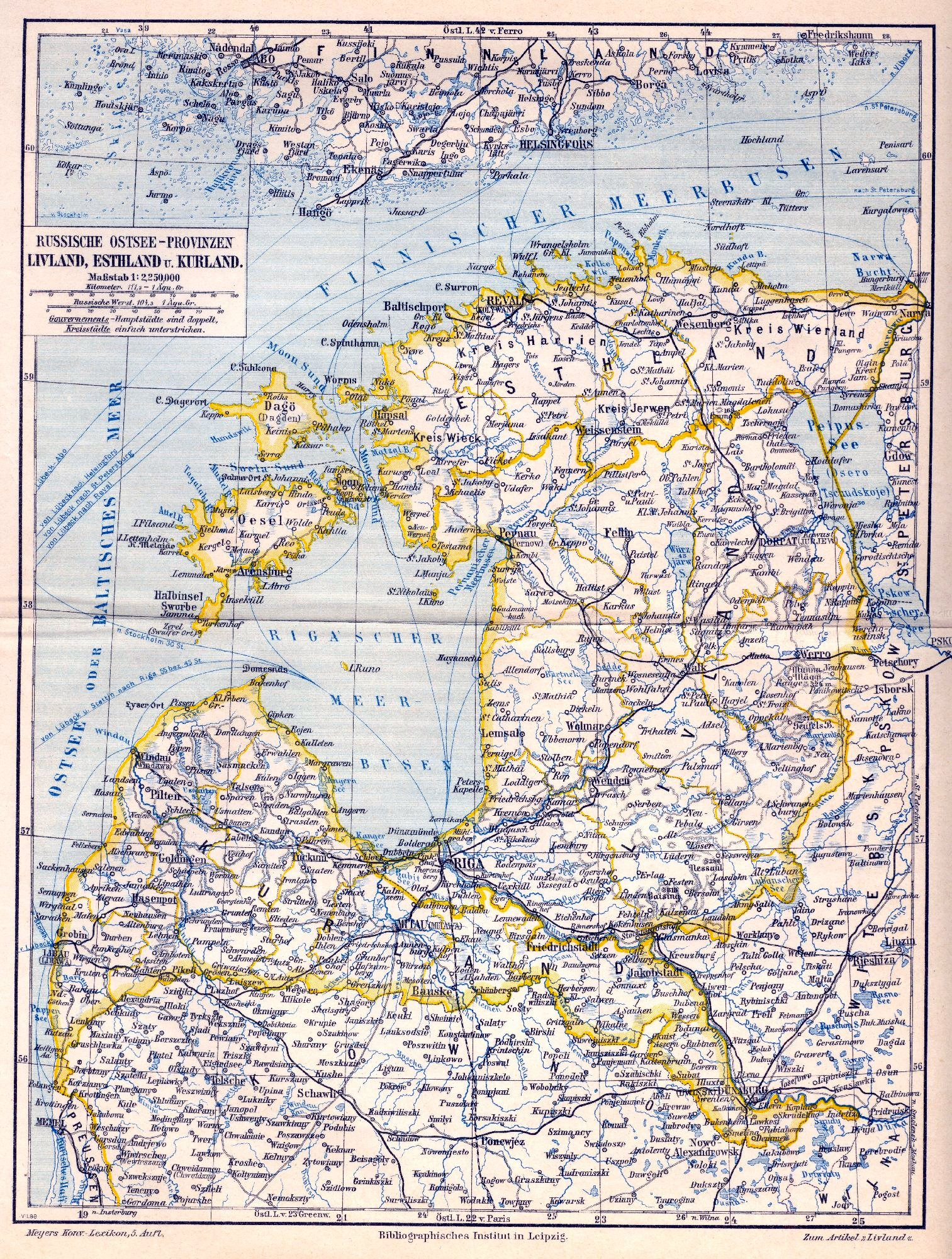

Estlandssvenska ortnamn förekommer framför allt i och i anknytning till de trakter där estlandssvenskarna har varit bosatta sedan 1100-talet, det så kallade Aiboland. Estlandssvenskarna var som flest under 1500-talet då de uppgick till cirka 12 000. Vid folkräkningen 1934 var antalet estlandssvenskar 7 641 personer. Nästan alla estlandssvenskar flydde till Sverige under andra världskriget och endast ett fåtal bor numera permanent i Estland.
Estlandssvenskarna var framför allt bosatta i Estlands kusttrakter och på öarna. Störst koncentration av estlandssvenskar fanns på Ormsö och i det dåvarande Nuckö kommun i landskapet Läänemaa (Wiek). På dessa platser är många estlandssvenska ortnamnen än idag officiella, antingen som enda ortnamn eller som alternativnamn till det estniska ortnamnet. Även på Rågöarna och Nargö i landskapet Harjumaa (Harrien) var estlandssvenskarna bosatta vilket det än idag finns tydliga spår av på officiella kartor. Detsamma gäller Runö i Rigabukten där estlandssvenskarna var i majoritet fram till andra världskriget. Historiskt har det även funnits många estlandssvenskar på Dagö, men år 1781 tvångsförflyttades flertalet (1 200 personer) till Gammalsvenskby i nuvarande Ukraina. Det finns därför få officiella svenska ortnamn på Dagö idag. 
Det finns även svenska namn på estländska orter som ligger utanför det estlandssvenska kärnområdet. Dessa används framför allt i historiska texter såsom Nordisk familjebok och har ofta sitt ursprung i balttyskan. I modern svenska används vanligen de estniska ortnamnen för dessa platser, till exempel skriver man Tartu istället för Dorpat och Pärnu istället för Pernau.

## Lista över svenska ortnamn i Estland
| Svenskt namn                    | Estniskt namn               | Landskap      | Kommun         | Typ         | Källa |
| ------------------------------- | --------------------------- | ------------- | -------------- | ----------- | ----- |
| Moonsund                        | Väinameri                   | –             | –              | Havsområde  | D     |
| Peipus                          | Peipsi järv                 | –             | –              | Insjö       | D     |
| Virland (Wierland)              | Virumaa                     | –             | –              | Landskap    | E     |
| Harrien                         | Harjumaa                    | Harjumaa      | –              | Landskap    | D     |
| Ramö                            | Rammu saar                  | Harjumaa      | Jõelähtme      | Ö           | B     |
| Kajal (Kegel)                   | Keila                       | Harjumaa      | Keila          | Stad        | E     |
| Ekholm (Ekholmi)                | Mohni                       | Harjumaa      | Kuusalu        | Ö           | B     |
| Aklop (Apelka)                  | Alliklepa                   | Harjumaa      | Lääne-Harju    | By          | D     |
| Bisagidbyn (Alskogbyn)          | Lepiku                      | Harjumaa      | Lääne-Harju    | Tidigare by | C     |
| Brask                           | Praski                      | Harjumaa      | Lääne-Harju    | Tidigare by |       |
| Domers                          | Tumermaa                    | Harjumaa      | Lääne-Harju    | Tidigare by |       |
| Gräsgrund (Krassan, Krassgrund) | Krassi saar                 | Harjumaa      | Lääne-Harju    | Ö           | B     |
| Keip                            | Keibu                       | Harjumaa      | Lääne-Harju    | By          | D     |
| Keipviken                       | Keibu laht                  | Harjumaa      | Lääne-Harju    | Vik         | D     |
| Kivra (Stora och Lilla Kivra)   | Kibru                       | Harjumaa      | Lääne-Harju    | Tidigare by |       |
| Korkis                          | Kurkse                      | Harjumaa      | Lääne-Harju    | By          | D     |
| Korsnäsudden                    | Ristinina                   | Harjumaa      | Lääne-Harju    | Udde        | D     |
| Lilla Rågö (Österö)             | Väike-Pakri                 | Harjumaa      | Lääne-Harju    | Ö           | B     |
| Lillbyn                         | Väikeküla                   | Harjumaa      | Lääne-Harju    | Tidigare by | C     |
| Matsviken                       | Paldiski (Pakri) laht       | Harjumaa      | Lääne-Harju    | Vik         | D     |
| Näsbyn (Finsnäs)                | Vintse                      | Harjumaa      | Lääne-Harju    | By          | D     |
| Packer                          | Pakri poolsaar              | Harjumaa      | Lääne-Harju    | Halvö       | D     |
| Packerort                       | Pakri pank                  | Harjumaa      | Lääne-Harju    | Udde        | D     |
| Padis                           | Padise                      | Harjumaa      | Lääne-Harju    | By          | D     |
| Päts                            | Pedase                      | Harjumaa      | Lääne-Harju    | By          |       |
| Rågervik (Rogervik)             | Paldiski                    | Harjumaa      | Lääne-Harju    | Stad        | E     |
| Sankt Mathias                   | Madise                      | Harjumaa      | Lääne-Harju    | By          | E     |
| Stora Rågö (Västerö)            | Suur-Pakri                  | Harjumaa      | Lääne-Harju    | Ö           | B     |
| Storbyn                         | Suurküla                    | Harjumaa      | Lääne-Harju    | Tidigare by | C     |
| Strandbyn (Åsbyn)               | Rannaküla                   | Harjumaa      | Lääne-Harju    | Tidigare by | CD    |
| Tamas (Tammis)                  | Tamse                       | Harjumaa      | Lääne-Harju    | Tidigare by | E     |
| Uglas                           | Ugla                        | Harjumaa      | Lääne-Harju    | Tidigare by |       |
| Vippal                          | Vihterpalu                  | Harjumaa      | Lääne-Harju    | By          | D     |
| Ängesbyn                        | Änglema                     | Harjumaa      | Lääne-Harju    | By          |       |
| Domberget                       | Toompea                     | Harjumaa      | Tallinn        | Berg        | D     |
| Reval (Räffle)                  | Tallinn                     | Harjumaa      | Tallinn        | Stad        | E     |
| Revalsten                       | Tallina madal               | Harjumaa      | Tallinn        | Grund       | D     |
| Riddaregatan                    | Rüütli                      | Harjumaa      | Tallinn        | Gata        | E     |
| Sankt Mikaelskyrkan             | Rootsi Mihklikirk           | Harjumaa      | Tallinn        | Kyrka       | E     |
| Ulfsö (Ängö)                    | Aegna                       | Harjumaa      | Tallinn        | Ö           | D     |
| Aponäs                          | Haabneeme                   | Harjumaa      | Viimsi         | Småköping   | E     |
| Bakbyn (Lillbyn, Norrbyn)       | Tagaküla                    | Harjumaa      | Viimsi         | By          | B     |
| Gräsören                        | Kräsuli                     | Harjumaa      | Viimsi         | Ö           | D     |
| Kockskär (Kokskär)              | Keri                        | Harjumaa      | Viimsi         | Ö           | BD    |
| Kummelskär                      | Kumbli                      | Harjumaa      | Viimsi         | Ö           | E     |
| Lilla Vrangö                    | Aksi                        | Harjumaa      | Viimsi         | Ö           | C     |
| Lillängen (Lillängin)           | Väikeheinamaa               | Harjumaa      | Viimsi         | By          | B     |
| Nargö                           | Naissaar                    | Harjumaa      | Viimsi         | Ö           | B     |
| Storbyn (Söderbyn)              | Lõunaküla                   | Harjumaa      | Viimsi         | By          | B     |
| Vrangö (Vrangelsholm)           | Prangli                     | Harjumaa      | Viimsi         | Ö           | B     |
| Buskby (Buskas)                 | Puski                       | Hiiumaa       | Dagö           | Tidigare by | E     |
| Dagerort                        | Ristna nina / Kõpu poolsaar | Hiiumaa       | Dagö           | Udde        | D     |
| Dagö                            | Hiiumaa                     | Hiiumaa       | Dagö           | Ö           | D     |
| Hohenholm                       | Kõrgessaare                 | Hiiumaa       | Dagö           | Småköping   | E     |
| Hundsvik                        | Mardihansu laht             | Hiiumaa       | Dagö           | Vik         |       |
| Kärrdal (Kertell)               | Kärdla                      | Hiiumaa       | Dagö           | Stad        | CE    |
| Malmas                          | Malvaste                    | Hiiumaa       | Dagö           | By          | CE    |
| Mutas (Muddas)                  | Mudaste                     | Hiiumaa       | Dagö           | By          | CE    |
| Oxholm                          | Kadakalaid                  | Hiiumaa       | Dagö           | Ö           | D     |
| Röicks                          | Reigi                       | Hiiumaa       | Dagö           | By          | E     |
| Simpernäs                       | Tahkuna nina                | Hiiumaa       | Dagö           | Udde        | E     |
| Storhovet                       | Suuremõisa                  | Hiiumaa       | Dagö           | By          | E     |
| Taknenäset                      | Tahkuna poolsaar            | Hiiumaa       | Dagö           | Halvö       | E     |
| Mutas                           | Mudaste                     | Hiiumaa       | Dagö           | By          | E     |
| Nyslott                         | Vasknarva                   | Ida-Virumaa   | Alutaguse      | By          | E     |
| Jerwen                          | Järvamaa                    | Järvamaa      | –              | Landskap    | E     |
| Weissenstein                    | Paide                       | Järvamaa      | Paide          | Stad        | E     |
| Matsalviken                     | Matsalu laht                | Läänemaa      | –              | Vik         |       |
| Wiek (Vik)                      | Läänemaa                    | Läänemaa      | –              | Landskap    | D     |
| Hapsal                          | Haapsalu                    | Läänemaa      | Hapsal         | Stad        | CD    |
| Hapsalviken                     | Haapsalu laht               | Läänemaa      | Hapsal         | Vik         | D     |
| Hästholm                        | Hobulaid                    | Läänemaa      | Hapsal         | Ö           | B     |
| Nyhovet                         | Uuemõisa                    | Läänemaa      | Hapsal         | Småköping   |       |
| Rus (Rusby)                     | Rohuküla                    | Läänemaa      | Hapsal         | By          | E     |
| Bergsby                         | Tuksi                       | Läänemaa      | Lääne-Nigula   | By          | B     |
| Birkas                          | Pürksi                      | Läänemaa      | Lääne-Nigula   | By          | B     |
| Bysholm                         | Vööla                       | Läänemaa      | Lääne-Nigula   | Tidigare by | B     |
| Bysholmsvike (Kroskesjön)       | Vööla meri                  | Läänemaa      | Lääne-Nigula   | Insjö       | B     |
| Bäckesjön                       | Karjatse meri               | Läänemaa      | Lääne-Nigula   | Insjö       | B     |
| Derhamn                         | Dirhami                     | Läänemaa      | Lääne-Nigula   | By          | B     |
| Derskogen (Stora Derskogen)     | Metsküla                    | Läänemaa      | Lääne-Nigula   | Tidigare by | B     |
| Dirslätt                        | Aulepa                      | Läänemaa      | Lääne-Nigula   | By          | B     |
| Enby                            | Einbi                       | Läänemaa      | Lääne-Nigula   | By          | B     |
| Flyvae                          | Flyvae                      | Läänemaa      | Lääne-Nigula   | Insjö       | A     |
| Gambyn                          | Vanaküla                    | Läänemaa      | Lääne-Nigula   | By          | B     |
| Gutanäs                         | Kudani                      | Läänemaa      | Lääne-Nigula   | By          | B     |
| Harga (Stora och Lilla)         | Hara                        | Läänemaa      | Lääne-Nigula   | By          | B     |
| Imby (Ingeby)                   | Ingküla                     | Läänemaa      | Lääne-Nigula   | By          | D     |
| Harboviken                      | Hara laht                   | Läänemaa      | Lääne-Nigula   | Vik         | D     |
| Hosby                           | Hosby                       | Läänemaa      | Lääne-Nigula   | By          | A     |
| Haversved                       | Haversi                     | Läänemaa      | Lääne-Nigula   | Tidigare by | CD    |
| Höbring                         | Höbringi                    | Läänemaa      | Lääne-Nigula   | By          | B     |
| Klottorp                        | Suur-Nõmmküla               | Läänemaa      | Lääne-Nigula   | By          | B     |
| Kolnäs                          | Kulani                      | Läänemaa      | Lääne-Nigula   | Tidigare by | CD    |
| Kors                            | Risti                       | Läänemaa      | Lääne-Nigula   | Småköping   | E     |
| Lukslaggen                      | Luksi                       | Läänemaa      | Lääne-Nigula   | Tidigare by | D     |
| Lyckholm                        | Saare                       | Läänemaa      | Lääne-Nigula   | By          | B     |
| Neve (Naiva)                    | Nõva                        | Läänemaa      | Lääne-Nigula   | By          | D     |
| Neveudden                       | Tooma nina                  | Läänemaa      | Lääne-Nigula   | Udde        | D     |
| Nuckö                           | Noarootsi                   | Läänemaa      | Lääne-Nigula   | Halvö       | B     |
| Nyby                            | Niibi                       | Läänemaa      | Lääne-Nigula   | By          | D     |
| Nåtan                           | Kudani järv                 | Läänemaa      | Lääne-Nigula   | Insjö       | B     |
| Odensholm                       | Osmussaar                   | Läänemaa      | Lääne-Nigula   | Ö           | B     |
| Paj                             | Pöia                        | Läänemaa      | Lääne-Nigula   | Tidigare by | D     |
| Pasklep                         | Paslepa                     | Läänemaa      | Lääne-Nigula   | By          | B     |
| Pasklepsviken                   | Paslepa laht                | Läänemaa      | Lääne-Nigula   | Vik         | B     |
| Persåker                        | Väike-Nõmmküla              | Läänemaa      | Lääne-Nigula   | By          | B     |
| Rickul (Rikul)                  | Riguldi                     | Läänemaa      | Lääne-Nigula   | By          | B     |
| Ramsholm                        | Ramsi poolsaar              | Läänemaa      | Lääne-Nigula   | Udde        | B     |
| Roslep                          | Rooslepa                    | Läänemaa      | Lääne-Nigula   | By          | B     |
| Rosta                           | Roosta                      | Läänemaa      | Lääne-Nigula   | Tidigare by | D     |
| Salk                            | Salajõe                     | Läänemaa      | Lääne-Nigula   | By          | D     |
| Skåtabo groppa                  | Tahu laht                   | Läänemaa      | Lääne-Nigula   | Vik         | D     |
| Skåtanäs                        | Tahu                        | Läänemaa      | Lääne-Nigula   | By          | B     |
| Spithamn                        | Spithami                    | Läänemaa      | Lääne-Nigula   | By          | B     |
| Spithamnsudden                  | Põõsaspea neem              | Läänemaa      | Lääne-Nigula   | Udde        | D     |
| Strandbyn (Neve/Naiva Strandby) | Rannaküla                   | Läänemaa      | Lääne-Nigula   | By          | D     |
| Sutlep                          | Sutlepa                     | Läänemaa      | Lääne-Nigula   | By          | B     |
| Sutlepsjön                      | Sutlepa meri                | Läänemaa      | Lääne-Nigula   | Insjö       | B     |
| Sändorträske                    | Sendri järv                 | Läänemaa      | Lääne-Nigula   | By          | B     |
| Tällnäs                         | Telise                      | Läänemaa      | Lääne-Nigula   | By          | B     |
| Ölbäck                          | Elbiku                      | Läänemaa      | Lääne-Nigula   | By          | B     |
| Österby                         | Österby                     | Läänemaa      | Lääne-Nigula   | By          | A     |
| Borrby                          | Borrby                      | Läänemaa      | Ormsö          | By          | A     |
| Bussby                          | Bussby                      | Läänemaa      | Ormsö          | Tidigare by |       |
| Bynäs                           | Bynäs                       | Läänemaa      | Ormsö          | Tidigare by |       |
| Diby                            | Diby                        | Läänemaa      | Ormsö          | By          | A     |
| Diby träske                     | Diby järv                   | Läänemaa      | Ormsö          | Insjö       | B     |
| Fällarna                        | Fällarna                    | Läänemaa      | Ormsö          | By          | A     |
| Förby                           | Förby                       | Läänemaa      | Ormsö          | By          | A     |
| Hakebacken                      | Hakebacken                  | Läänemaa      | Ormsö          | Tidigare by |       |
| Hares (Gräsö)                   | Harilaid                    | Läänemaa      | Ormsö          | Ö           | D     |
| Hares sund                      | Hari kurk                   | Läänemaa      | Ormsö          | Sund        | D     |
| Hosby                           | Hosby                       | Läänemaa      | Ormsö          | By          | A     |
| Hovsholmen (Magnushovs holm)    | Mõisaholm                   | Läänemaa      | Ormsö          | Halvö       |       |
| Hovsnäset (Magnushovs näs )     | Mõisanina                   | Läänemaa      | Ormsö          | Halvö       |       |
| Hullo                           | Hullo                       | Läänemaa      | Ormsö          | By          | A     |
| Hulloviken                      | Hullo laht                  | Läänemaa      | Ormsö          | Vik         | C     |
| Kyrkgrundet (Kerkgrunne)        | Kärkgrunne                  | Läänemaa      | Ormsö          | Ö           | B     |
| Kärret                          | Kärret                      | Läänemaa      | Ormsö          | Tidigare by |       |
| Kärrslätt                       | Kersleti                    | Läänemaa      | Ormsö          | By          | CD    |
| Lill-Tjuka                      | Väike-Tjuka saar            | Läänemaa      | Ormsö          | Ö           | B     |
| Magnushov (Storhovet)           | Suuremõisa                  | Läänemaa      | Ormsö          | By          | CD    |
| Mäln                            | Seasaar                     | Läänemaa      | Ormsö          | Ö           | B     |
| Norrby                          | Norrby                      | Läänemaa      | Ormsö          | By          | A     |
| Obbholmen                       | Upholm                      | Läänemaa      | Ormsö          | Udde        | B     |
| Ormsö                           | Vormsi                      | Läänemaa      | Ormsö          | Ö           | B     |
| Ose sund (Oset)                 | Voosi kurk                  | Läänemaa      | Ormsö          | Sund        | D     |
| Pasja                           | Pasilaid                    | Läänemaa      | Ormsö          | Ö           | B     |
| Prästvike                       | Prästvike                   | Läänemaa      | Ormsö          | Insjö       | A     |
| Rumpnäset                       | Rumpo nina                  | Läänemaa      | Ormsö          | Udde        | B     |
| Rumpo                           | Rumpo                       | Läänemaa      | Ormsö          | By          | A     |
| Rälby                           | Rälby                       | Läänemaa      | Ormsö          | By          | A     |
| Rälbyviken                      | Rälby laht                  | Läänemaa      | Ormsö          | Vik         | C     |
| Saxby                           | Saxby                       | Läänemaa      | Ormsö          | By          | A     |
| Sviby                           | Sviby                       | Läänemaa      | Ormsö          | By          | A     |
| Svibyviken                      | Sviby laht                  | Läänemaa      | Ormsö          | Vik         | C     |
| Söderby                         | Söderby                     | Läänemaa      | Ormsö          | By          | A     |
| Tjuka                           | Tjuka saar                  | Läänemaa      | Ormsö          | Ö           | A     |
| Tompo                           | Tompo                       | Läänemaa      | Ormsö          | Tidigare by |       |
| Tälmen                          | Telmeni saar                | Läänemaa      | Ormsö          | Ö           | B     |
| Stenskär                        | Vaindloo                    | Lääne-Virumaa | Haljala        | Ö           | B     |
| Wesenberg                       | Rakvere                     | Lääne-Virumaa | Rakvere        | Stad        | E     |
| Taps                            | Tapa                        | Lääne-Virumaa | Tapa           | Stad        | E     |
| Asserien (Assern)               | Aseri                       | Lääne-Virumaa | Viru-Nigula    | Småköping   | E     |
| Blücher                         | Kunda                       | Lääne-Virumaa | Viru-Nigula    | Stad        | E     |
| Maholm                          | Mahu                        | Lääne-Virumaa | Viru-Nigula    | By          | E     |
| Rappin                          | Räpina                      | Põlvamaa      | Räpina         | Stad        | E     |
| Kynö                            | Kihnu                       | Pärnumaa      | Kynö           | Ö           | D     |
| Leal                            | Lihula                      | Pärnumaa      | Lääneranna     | Stad        | C     |
| Werder                          | Virtsu                      | Pärnumaa      | Lääneranna     | Småköping   | E     |
| Fennern                         | Vändra                      | Pärnumaa      | Põhja-Pärnumaa | Köping      | E     |
| Mannö (Magnusholm)              | Manilaid                    | Pärnumaa      | Pärnu          | Ö           | D     |
| Pernau                          | Pärnu                       | Pärnumaa      | Pärnu          | Stad        | E     |
| Rappel                          | Rapla                       | Raplamaa      | Rapla          | Stad        | E     |
| Moon (Mohn)                     | Muhu                        | Saaremaa      | Moon           | Ö           | B     |
| Sköldö (Skjöldö)                | Kesselaid                   | Saaremaa      | Moon           | Ö           |       |
| Runö                            | Ruhnu                       | Saaremaa      | Runö           | Ö           | B     |
| Abrö                            | Abruka                      | Saaremaa      | Ösel           | Ö           |       |
| Arensburg                       | Kuressaare                  | Saaremaa      | Ösel           | Stad        | E     |
| Filsand                         | Vilsandi                    | Saaremaa      | Ösel           | Ö           | E     |
| Hundsort                        | Tagamõisa poolsaar          | Saaremaa      | Ösel           | Udde        | D     |
| Kilkond                         | Kihelkonna                  | Saaremaa      | Ösel           | By          | E     |
| Lillsund                        | Väike väin                  | Saaremaa      | Ösel           | Sund        |       |
| Mustel                          | Mustjala                    | Saaremaa      | Ösel           | By          |       |
| Pammerort                       | Pammana poolsaar            | Saaremaa      | Ösel           | Udde        |       |
| Storsund                        | Suur väin                   | Saaremaa      | Ösel           | Sund        |       |
| Svalverort (Svarverort)         | Sõrve neem                  | Saaremaa      | Ösel           | Udde        | D     |
| Svorbe                          | Sõrve                       | Saaremaa      | Ösel           | Halvö       | D     |
| Svorbesundet (Irbensundet)      | Kura kurk                   | Saaremaa      | Ösel           | Sund        | D     |
| Sölasund (Sälsundet)            | Soela väin                  | Saaremaa      | Ösel           | Sund        | D     |
| Ösel                            | Saaremaa                    | Saaremaa      | Ösel           | Ö           | D     |
| Dorpat                          | Tartu                       | Tartumaa      | Tartu          | Stad        | D     |
| Walk                            | Valga                       | Valgamaa      | Valga          | Stad        | E     |
| Fellin                          | Viljandi                    | Viljandimaa   | Viljandi       | Stad        | E     |
| Pskovsjön                       | Pihkva järv                 | Võrumaa       | Setomaa        | Insjö       | D     |
| Werro                           | Võru                        | Võrumaa       | Võru           | Insjö       | E     |

### Tabellreferenser
- A=Estlandssvenskt ortnamn är det enda officiella namnet och förekommer på estniska lantmäteriets kartor.
- B=Estlandssvenskt ortnamn är officiellt och förekommer på estniska lantmäteriets kartor som alternativnamn till det estniska ortnamnet.
- C=Estlandssvenskt ortnamn förekommer i Institutet för språk och folkminnens ortnamnsregister.
- D=Estlandssvenskt ortnamn som förekommer i Nationalencyklopedins lista (i artikeln för Estland) över orter som varit svenskspråkiga under 1900-talet eller där svenska namn är i bruk.
- E=Ortnamn som förekommer i Nationalencyklopedins lista över svenska ortnamn som används i historiska texter